# Pyramidenzahl
In der Mathematik sind  Pyramidenzahlen oder Pyramidalzahlen eine Klasse von Polyederzahlen, das heißt dreidimensionale figurierte Zahlen. Von manchen Autoren wird der Begriff Pyramidalzahl für den Spezialfall der quadratischen Pyramidalzahlen verwendet. Sie sind die dreidimensionalen Verallgemeinerungen der ebenen Polygonalzahlen.

## Berechnung
Die jeweils {\displaystyle n}-te {\displaystyle k}-eckige Pyramidalzahl lässt sich mit der Formel
{\displaystyle {\frac {n(n+1)[(k-2)n-k+5]}{6}}}
berechnen.
Alternativ lässt sich die {\displaystyle n}-te {\displaystyle k}-eckige Pyramidalzahl als Summe der ersten {\displaystyle n} {\displaystyle k}-eckigen Polygonalzahlen berechnen.

## Pyramidenzahlen zu Polygonen mit wenigen Ecken
| {\displaystyle k} | Bezeichnung                  | Explizite Formel                            | die ersten Werte                                  | Erzeugende Funktion                          |
| ----------------- | ---------------------------- | ------------------------------------------- | ------------------------------------------------- | -------------------------------------------- |
| 3                 | Tetraederzahlen              | {\displaystyle {\tfrac {1}{6}}n(n+1)(n+2)}  | (0,) 1, 4, 10, 20, 35, … (Folge A000292 in OEIS)  | {\displaystyle {\frac {x}{(x-1)^{4}}}}       |
| 4                 | Quadratische Pyramidalzahlen | {\displaystyle {\tfrac {1}{6}}n(n+1)(2n+1)} | (0,) 1, 5, 14, 30, 55, … (Folge A000330 in OEIS)  | {\displaystyle {\frac {x(x+1)}{(x-1)^{4}}}}  |
| 5                 | Fünfeckige Pyramidalzahlen   | {\displaystyle {\tfrac {1}{2}}n^{2}(n+1)}   | (0,) 1, 6, 18, 40, 75, … (Folge A002411 in OEIS)  | {\displaystyle {\frac {x(2x+1)}{(x-1)^{4}}}} |
| 6                 | Sechseckige Pyramidalzahlen  | {\displaystyle {\tfrac {1}{6}}n(n+1)(4n-1)} | (0,) 1, 7, 22, 50, 95, … (Folge A002412 in OEIS)  | {\displaystyle {\frac {x(3x+1)}{(x-1)^{4}}}} |
| 7                 | Siebeneckige Pyramidalzahlen | {\displaystyle {\tfrac {1}{6}}n(n+1)(5n-2)} | (0,) 1, 8, 26, 60, 115, … (Folge A002413 in OEIS) | {\displaystyle {\frac {x(4x+1)}{(x-1)^{4}}}} |

Anmerkung: Manche Autoren zählen die Null als nullte oder erste figurierte Zahl jeweils dazu, andere nicht.

## Weitere Zusammenhänge mit anderen figurierten Zahlen
Die {\displaystyle n}-te quadratische Pyramidalzahl lässt sich auch aus der {\displaystyle n}-ten Dreieckszahl {\displaystyle \Delta _{n}} und der {\displaystyle (n-1)}-ten Tetraederzahl {\displaystyle T_{n-1}} nach der Formel
{\displaystyle \Delta _{n}+2\cdot T_{n-1}}
oder aus den aufeinanderfolgenden {\displaystyle (n-1)} und {\displaystyle n}-ten Tetraederzahlen durch einfaches Summieren
{\displaystyle T_{n}+T_{n-1}}
berechnen. 
Die Summe der ersten Tetraederzahlen ergibt eine Pentatopzahl, eine vierdimensionale Figurierte Zahl.